# 카밀라 바예호

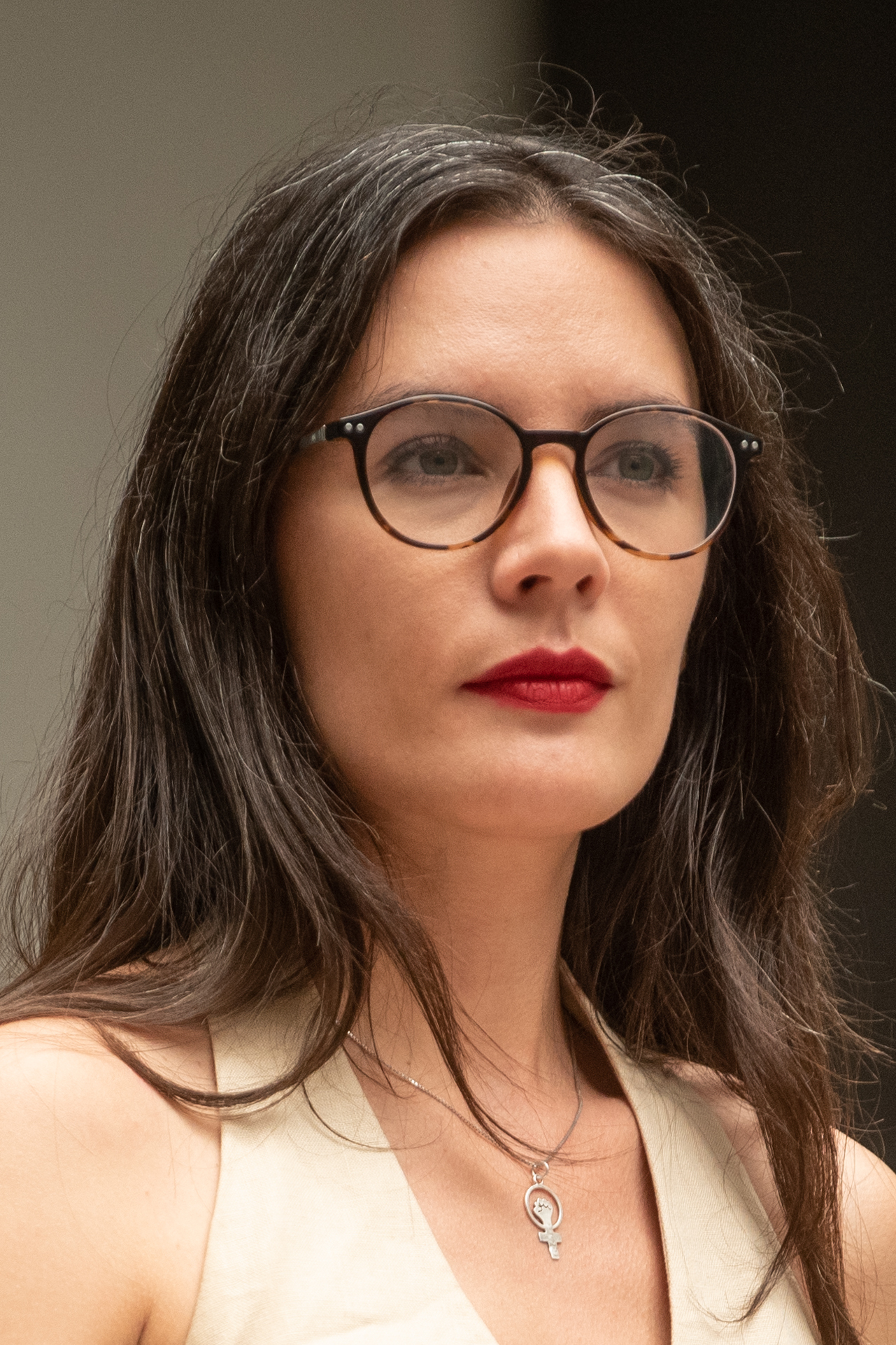

카밀라 안토니아 아마란타 바예호 다울링(스페인어: Camila Antonia Amaranta Vallejo Dowling, 1988년 - )은 칠레의 지리학과 대학생이자 학생운동 지도자이다. 칠레공산청년단(Juventudes Comunistas de Chile)의 회원이며, 칠레대학교대학생연합(Federación de Estudiantes de la Universidad de Chile, FECh)의 회장이다.
2011년 6월부터 칠레 교육 시스템의 개혁을 목적으로 하는 대규모 시위를 지휘하면서 전국적·국제적으로 알려지게 되었다.